# لب‌های فاسد
«لب‌های فاسد» (به انگلیسی: Wicked Lips) پنجمین آلبوم چندآهنگهٔ رپر استرالیایی ایگی آزیلیا می‌باشد که در ۲ دسامبر سال ۲۰۱۹ از سوی بد دریمز رکوردز و امپایر منتشر گردید.

## فهرست ترانه
برگرفته‌شده از اپل میوزیک.
| شماره      | نام                       | مدت   |
| ---------- | ------------------------- | ----- |
| ۱.         | «لولا» (با آلیس چاتر)     | ۳:۵۲  |
| ۲.         | «مهم نیست»                | ۲:۲۸  |
| ۳.         | «دختران» (با پابلو ویتار) | ۴:۱۴  |
| ۴.         | «مشکل شخصی»               | ۲:۴۶  |
| مجموع مدت: | مجموع مدت:                | ۱۳:۲۰ |